# رونالدو هنريكه
رونالدو هنريكه (Ronaldo Henrique) لاعب كرة قدم برازيلي من مواليد 27 يونيو 1994. يجيد اللعب في مركز الوسط، لعب سابقاً لصالح نادي أحد في دوري المحترفين السعودي .

## روابط خارجية
- رونالدو هنريكه على موقع قاعدة بيانات كرة القدم.إي يو (الإنجليزية)
- رونالدو هنريكه على موقع Soccerway.com (الإنجليزية)